# تحلیل زیان و کنترل نقاط بحرانی
تحلیل زیان و کنترل نقاط بحرانی که در انگلیسی و عبارات جهانی، اچ‌ای‌سی‌سی‌پی (هسپ) (به انگلیسی: HACCP یا Hazard Analysis and Critical Control Point)) نامیده می‌شود. یک رویه مفصل برای بهداشت غذائی است که با ارزیابی و کنترل شیمیائی، میکروبیولوژیکی و مخاطرات فیزیکی در طول پروسه آماده‌سازی غذا از مواد اولیه تا تولید، ارسال و توزیع اعمال و اجرا می‌شود. این استراتژی نظام مند (systematic strategy) عمدتآ بر اساس پیشگیری و ردیابی مخاطرات بالقوه در بهداشت غذا است و نه کنترل محصول آماده فروش.
پروسه هسپ در تولید مواد غذائی تاکنون در بسیاری از کشورها اجباری شده و در بقیه هم مورد اقبال فراوانی قرار گرفته‌است.